# Leah Williamson
Pour les articles homonymes, voir Williamson.
Leah Cathrine Williamson,  née le 29 mars 1997 à Milton Keynes, est une footballeuse internationale anglaise, qui joue au poste de défenseure centrale à Arsenal.
En 2022, elle est nommée capitaine de l’équipe nationale d’Angleterre et remporte le championnat d’Europe cette année là.

## Biographie
Leah Cathrine Williamson est née le 29 mars 1997 à Milton Keynes.  Ses parents sont David Williamson et Amanda (Baker) Williamson. 

## Carrière

### Arsenal
Leah Williamson rejoint Arsenal à l'âge de 9 ans en 2006.

#### 2014
Elle fait ses débuts avec l'équipe première d'Arsenal le 30 mars 2014 en remplaçant Rachel Yankey face à Birmingham City à la 81e minute en quart de finale de Ligue des champions (défaite 2-0). Elle fait ses débuts en Women's Super League le 16 avril face à Notts County (match nul 1-1). Le 1er juin, elle remporte son 1er titre, la Women's FA Cup, face à Everton, où elle rentre en jeu à la 76e minute à la place de Jade Bailey (victoire 2-0). Le 13 juillet, elle inscrit son 1er but en professionnel face à Millwall en Women's League Cup (victoire 4-0). Le 4 septembre, elle inscrit son 1er but en championnat face à Chelsea (défaite 3-2). Le 16 octobre, elle est titulaire pour la finale de Women's League Cup, mais Arsenal s'incline 1-0 face à Manchester City. Elle est malgré tout nommée Meilleure joueuse de la compétition. Elle dispute cette saison 25 matchs toutes compétitions confondues, dont 13 en championnat, pour 2 buts.

#### 2015
Le 8 janvier, Leah Williamson est nommée Jeune joueuse anglaise de l'année. Le 31 mars, elle signe son 1er contrat professionnel avec Arsenal. Le 26 avril, elle est nommée Jeune joueuse PFA de l'année. Le 31 juillet, 4 mois après avoir signé son 1er contrat professionnel, elle prolonge à long terme avec Arsenal. Le 1er novembre, elle est titulaire pour la finale de Women's League Cup face à Notts County, où Arsenal s'impose 3-0. Elle dispute 12 matchs en 2015 pour 1 but.

#### 2016
Le 14 mai, elle entre en jeu à la 88e minute de la finale de Women's FA Cup, qui voit Arsenal s'imposer 1-0 face à Chelsea.

#### 2017-18
Avec l'arrivée du nouvel entraîneur, Joe Montemurro, Leah Williamson passe progressivement du milieu à la défense centrale. Le 14 mars, elle est titulaire pour la finale de Women's League Cup face à Manchester City, Arsenal s'impose 1-0. En championnat, Arsenal termine à un point de la 2nde place et échoue de nouveau à se qualifier en Ligue des champions. Williamson dispute 26 matchs au total, pour un but.

#### 2018-19
Arsenal commence la saison par une impressionnante série de neuf victoires consécutives, dont un retentissant 5-0 sur la pelouse de Chelsea, champion en titre et invaincu à domicile depuis juillet 2016. Le 13 janvier, Williamson dispute son 100e match avec Arsenal sur la pelouse de Chelsea (défaite 2-1). Le 23 février 2019, comme la saison précédente, Arsenal affronte Manchester City en finale de Women's League Cup. Mais les joueuses d'Arsenal s'inclinent aux tirs au but, Williamson manque le sien. Le 28 avril, Arsenal s'impose 4-0 sur la pelouse de Brighton et devient champion d'Angleterre, 7 ans après le dernier. Leah Williamson dispute cette saison 19 des 20 journées, dont 18 fois comme titulaire.
En 2024, Leah Williamson signe un nouveau contrat avec Arsenal.

### Sélection
Leah Williamson représente l'Angleterre dans les catégories de jeunes depuis 2010.

#### Angleterre -17 ans
Elle a été capitaine des U17 anglaises à l'Euro féminin des moins de 17 ans 2014, qui s'est déroulé en Angleterre en 2013. Les Anglaises terminent 4es de la compétition, battues 4-3 pour la 3e place face à l'Italie aux tirs au but, Williamson a réussi son penalty face aux Italiennes. Elle dispute également le Mondial U20 féminin quelques mois plus tard au Canada, mais les Anglaises sont éliminées dès la phase de poules.

#### Angleterre -19 ans
En 2015, Williamson est mise dans une situation quelque peu ubuesque avec les U19 anglaises. Le 4 avril, face à la Norvège, en match de qualification à l'Euro U19 féminin 2015, elle marque un penalty à la 96e minute qui permet aux Anglaises de revenir à 2-2 et de se qualifier pour la phase finale. Sauf que le penalty est annulé par l'arbitre, car l'Anglaise Rosella Ayane était entrée dans la surface avant le tir. L'arbitre allemande Marija Kurtes décide de donner un coup franc aux Norvégiennes avant de siffler la fin du match, or selon les règles il fallait faire retirer le penalty.
Après les protestations du camp anglais, l'UEFA décide la reprise de la rencontre au moment du penalty, soit à la 96e minute. 5 jours plus tard, le 9 avril, les joueuses se retrouvent pour les 2 dernières minutes du match, où la Norvège menait 2-1. Leah Williamson reprend le penalty et marque de nouveau, qualifiant son équipe pour la phase finale.

#### Angleterre A
En novembre 2017, Williamson est appelée pour la 1re fois avec les A anglaises. Elle fait ses débuts le 8 juin 2018 en entrant en jeu à la 84e minute face à la Russie (victoire 3-1) en match de qualification au mondial 2019. Elle remporte la SheBelieves Cup en 2019 aux États-Unis, disputant la 3e rencontre face au Japon (victoire 3-0). Elle est ensuite sélectionnée pour participer au mondial 2019 en France. Elle entre en jeu à la 84e minute le 23 juin face au Cameroun en huitième de finale (victoire 3-0). L'Angleterre s'incline 2-1 en demi-finale face aux États-Unis, futurs vainqueurs, et termine 4e après une défaite 2-1 face à la Suède pour la 3e place.
Le 12 novembre, Leah Williamson inscrit son 1er but en sélection face à la République tchèque (victoire 3-2).
Le 15 juin 2022, elle est sélectionnée par Sarina Wiegman pour disputer l'Euro 2022.
Le 31 juillet 2022, elle remportera l'Euro 2022 avec l'équipe d'Angleterre féminine

## Palmarès

### Club
Arsenal
- Women's Super League
  - Vainqueur: 2018-19
- Women's FA Cup
  - Vainqueur: 2014, 2016
- Women's League Cup
  - Vainqueur: 2015, 2018, 2024
  - Finaliste: 2014, 2019

### Sélection
Angleterre A
- SheBelieves Cup
  - Vainqueur : 2019
- Arnold Clark Cup
  - Vainqueur : 2022 et 2023
- Championnat d'Europe
  - Vainqueur : 2022 et 2025
- Finalissima féminine : 
  - Vainqueur : 2023

### Individuel
- Nommée Jeune joueuse anglaise de l'année: 2014
- Nommée Jeune joueuse de l'année PFA: 2015
- Membre de l'équipe type de Women's Super League: 2019-20
- Membre de l'équipe-type du Championnat d'Europe en 2022